# Puy de la Tache
Le puy de la Tache est un sommet des monts Dore dans le Massif central.

## Géographie
Le puy est situé dans le Puy-de-Dôme entre les communes de Mont-Dore et de Chambon-sur-Lac, au sud-ouest du col de la Croix-Morand et au nord du puy de Monne, sur une ligne de crête.